# Walerija Wolik
Walerija Wolik (ur. 15 listopada 1989 w Krasnodarze) – rosyjska lekkoatletka specjalizująca się w skoku o tyczce.

## Osiągnięcia
- złoty medal mistrzostw świata juniorów (Bydgoszcz 2008)
- mistrzyni kraju w różnych kategoriach wiekowych

## Rekordy życiowe
- skok o tyczce -  4,50 (2008) – były rekord świata juniorów
- skok o tyczce (hala) - 4,50 (2010)